# W. W. Greener
A W.W. Greener é uma fabricante de espingardas e rifles esportivos da Inglaterra. A empresa produziu sua primeira arma de fogo em 1829 e ainda está em atividade, com um membro da família Greener de quinta geração atuando em seu conselho de administração.

## Histórico
A história da W.W. Greener começa em 1829, quando William Greener depois de ter aprendido a profissão de armeiro com John Gardner, e ter trbalhado para a Joe Manton, um proeminente fabricante de armas em Londres, voltou para sua cidade natal, Newcastle, e fundou a empresa W. Greener, passando a fabricar espingardas de antecarga esportivas e militares, além de arpões. Em novembro de 1844, ele determinou que a maioria dos materiais e componentes que usava para a fabricação de armas vinha de Birmingham, e seu negócio estava sendo prejudicado pela distância entre as duas cidades. Portanto, ele mudou seu negócio de Newcastle para Birmingham.
Durante o período de 1845-58, W. Greener foi nomeado para fazer armas para o Príncipe Albert. O dinheiro obtido com o fornecimento de rifles de duas ranhuras à África do Sul permitiu à empresa erguer uma fábrica em "Rifle Hill", Aston, em 1859. Foi nessa época que a empresa começou a realmente prosperar.
Greener acreditava firmemente no conceito de rifles de antecarga e recusou-se a fazer rifles de retrocarga. No entanto, seu filho, William Wellington Greener, criou uma linha própria (a empresa W.W. Greener) e produziu seu primeiro rifle de antecarga em 1864 e investiu fortemente nesse tipo de rifle contribuindo para as tecnologias que conhecemos hoje nos rifles esportivos. Quando William Greener morreu em 1869, as duas empresas foram unidas como W.W. Greener Company. William Wellington Greener foi responsável por várias inovações, conforme descrito nas seções abaixo, e foi com a força de suas invenções que a empresa se tornou famosa. Sob W.W. Greener, a empresa estabeleceu escritórios em Birmingham, Londres, Hull, Montreal e Nova York.
William Wellington Greener foi sucedido por dois de seus filhos, Harry Greener e Charles Greener em 1910. Leyton Greener, filho de Harry e quarta geração assumiu a presidência em 1951 e hoje a empresa tem uma quinta geração, Graham Greener, como um de seus diretores.